# Синики
Синики — деревня в Устьянском районе Архангельской области.

## География
Находится в южной части Архангельской области на расстоянии приблизительно 103 км на восток-северо-восток по прямой от административного центра района поселка Октябрьский на правом берегу реки Устья.

## История
Известна с 1640 года. По местным преданиям название произошло по фамилии основателя деревни Синицкого (выходца с Речи Посполитой), который был сослан в эту глушь с семьёй. В 1859 году здесь (деревня Вольского уезда Вологодской губернии) было учтено 36 дворов. До 2022 года входила в Синицкое сельское поселение до его упразднения.

## Население
Численность населения: 339 человек (1859 год), 196 (русские 98 %) как в 2002 году, 156 в 2010.